# Буэнос-Айрес (Колумбия)
Буэнос-Айрес (исп. Buenos Aires) — город и муниципалитет на юго-западе Колумбии, на территории департамента Каука. Входит в состав Северной провинции.

## История
Поселение, из которого позднее вырос город, было основано 29 июля 1823 года.

## Географическое положение

Муниципалитет Буэнос-Айрес

Город расположен в северной части департамента, к востоку от реки Кауки, на расстоянии приблизительно 58 километров к северу от города Попаян, административного центра департамента. Абсолютная высота — 1200 метров над уровнем моря.
Муниципалитет Буэнос-Айрес граничит на западе с территорией муниципалитета Лопес-де-Микай, на юго-западе — с муниципалитетом Суарес, на юге — с муниципалитетами Кальдоно и Моралес, на востоке — с муниципалитетом Сантандер-де-Киличао, на севере — с территорией департамента Валье-дель-Каука. Площадь муниципалитета составляет 410 км².

## Население
По данным Национального административного департамента статистики Колумбии, совокупная численность населения города и муниципалитета в 2015 году составляла 32 225 человек.
Динамика численности населения муниципалитета по годам:
| 2005   | 2006   | 2007   | 2008   | 2009   | 2010   | 2011   | 2012   | 2013   | 2014   | 2015   |
| ------ | ------ | ------ | ------ | ------ | ------ | ------ | ------ | ------ | ------ | ------ |
| 26 961 | 27 396 | 27 871 | 28 369 | 28 868 | 29 392 | 29 937 | 30 493 | 31 062 | 31 645 | 32 225 |

Согласно данным переписи 2005 года мужчины составляли 49,9 % от населения Буэнос-Айреса, женщины — соответственно 50,1 %. В расовом отношении негры, мулаты и райсальцы составляли 68,5 % от населения города; индейцы — 16,2 %; белые и метисы — 15,3 %.
Уровень грамотности среди всего населения составлял 93,4 %.

## Экономика
Основу экономики Буэнос-Айреса составляют добыча полезных ископаемых и сельское хозяйство.
69,3 % от общего числа городских и муниципальных предприятий составляют предприятия торговой сферы, 21,3 % — предприятия сферы обслуживания, 6,7 % — промышленные предприятия, 2,7 % — предприятия иных отраслей экономики.